# Центральный стадион (Улан-Батор)

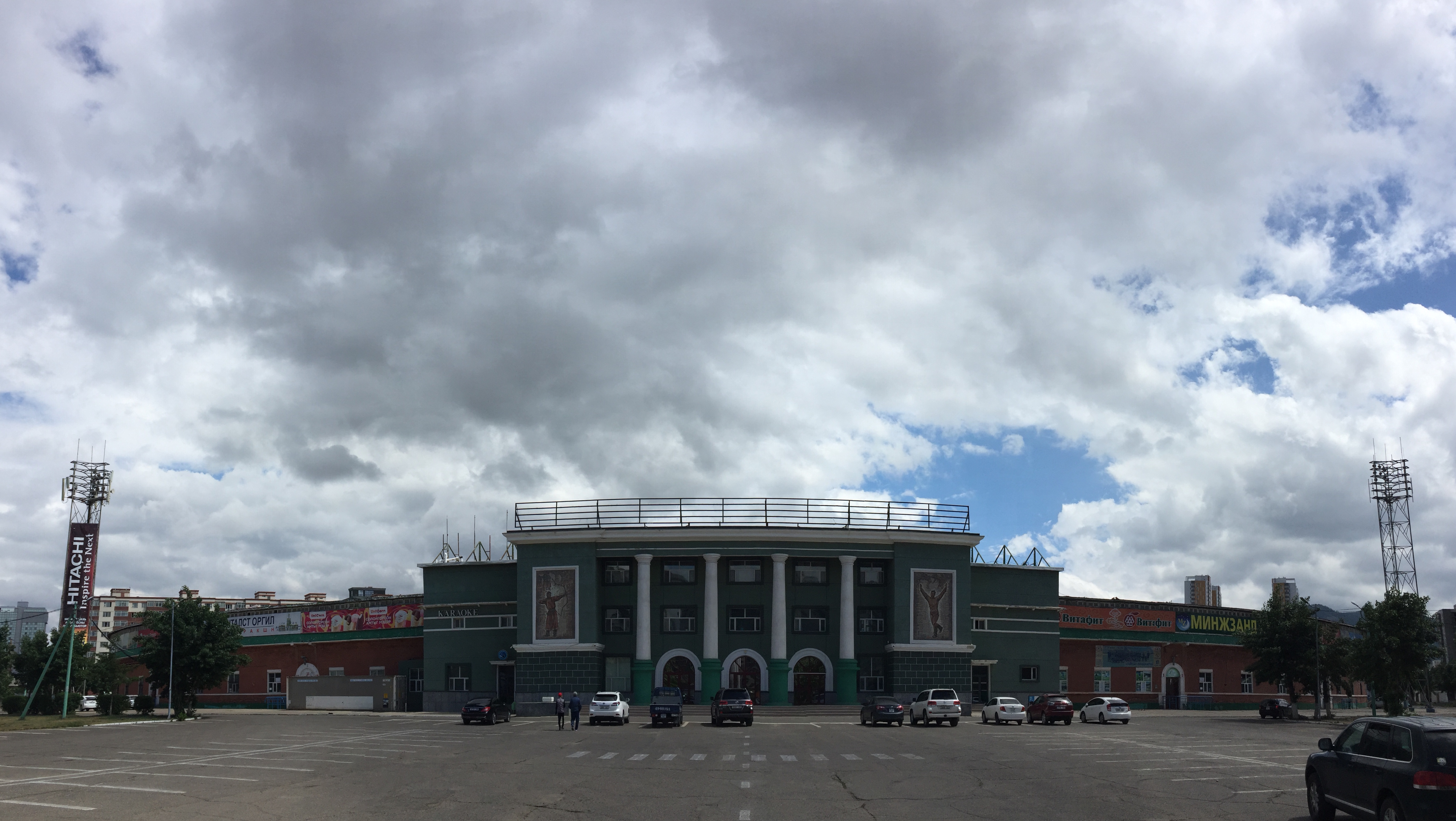
Главный вход, 2019 год

Центральный стадион (монг. Төв цэнгэлдэх хүрээлэн) — многоцелевой стадион в Улан-Баторе, вмещающий 20 000 зрителей. Крупнейший стадион в Монголии. Располагается в районе Хан-Уул. В настоящее время используется преимущественно для проведения монгольского фестиваля Надом и футбольных матчей, на нём играет свои матчи сборная Монголии по футболу. Изначально носил название Национальный стадион Монголии.

## История стадиона
Свои первые матчи сборная Монголии по футболу провела ещё в 1942 году, однако официально была основана только в 1959 году. К основанию сборной и был построен стадион, первый в Монголии. Работы по его строительству начались в 1958 году. В этом же году стадион был открыт. Как и все стадионы того времени, он был построен на искусственных холмах.
С образованием первых монгольских клубов, все клубы из Улан-Батора играли на этом стадионе. Здесь же проводился с 1964 года Чемпионат Монголии по футболу и Суперкубок Монголии по футболу. На этом стадионе Эрчим начал свой «золотой век». В период с 1996 по 2012 год Эрчим семь раз становился чемпионом Монголии (1996, 1998, 2000, 2002, 2007, 2008, 2012) и стал единственным из монгольских клубов участником международного турнира. В 2002 году, когда был открыт футбольный стадион MFF Football Centre, все клубы стали использовать его, как свой домашний стадион, а Эрчим перешел на свой стадион. Вместе с тем, Центральный стадион не перестал использоваться для футбольных матчей.
В 2013 году на стадионе были проведены концерты мировых звезд CCM.
В 2014 году компания, которая занимается строительством 300-метрового небоскреба «Морин хуур» недалеко от стадиона, предлагала проект его полной перестройки, увеличения вместимости и строительству козырька к 2017 году. Весной-летом того же года стадион был реконструирован к фестивалю Наадам. По генеральному плану строительства города Улан-Батор планируется сделать козырек у стадиона.
В 2015 году стадион был полностью реконструирован. На все трибуны установили сиденья, поле разровняли, уложили искусственный газон. После реконструкции подтрибунных помещений стадион стал соответствовать критериям для принятия международных матчей и матчей домашнего чемпионата. Позже была реконструирована атлетическая часть стадиона, обновлены дорожки для бега.
В 2016 году стадион примет чемпионат мира по стрельбе FISU.

## Территория
Территория комплекса стадиона включает парк, расположенный недалеко футбольный стадион — Футбольный центр Монгольской футбольной федерации — бывший до реконструкции Центрального стадиона крупнейшим футбольным стадионом Монголии, вмещает 3500 зрителей., несколько спортивных площадок и Национальный Олимпийский комитет Монголии. Она занимает занимает 27 га, из них сам на сам стадион приходится только 8 га. Размеры поля стадиона  — 105 × 68 метров.

## События
До 2002 года стадион использовался для проведения футбольных матчей, он был домашней площадкой для сборной Монголии по футболу и следующих клубов: Эрчим, Хоромхон, Хараатсай, Мазаалай, Сэлэнгэ Пресс, Университет Улан-Батор. Ныне на нём ежегодно проводится фестиваль Надом, часто называемый монгольскими Олимпийскими играми. На Центральном стадионе регулярно проводятся концерты мировых музыкальных звёзд.

## Трибуны
Центральный стадион имеет 4 трибуны, все они окрашены в разные цвета. Общая вместимость трибун — около 20 тыс. человек, однако, так как стадион является местом проведения игр во время праздника Надом, потребность в дополнительных местах в это время высока. В дни фестиваля на стадионе оборудуется до 15 000 дополнительных мест, а его посещаемость превышает 30 000 человек.